# Новий Сантимир
Новий Сантимир (рос. Новый Сантимир) — селище в Новомаликлинському районі Ульяновської області Російської Федерації.
Населення становить 61 особу. Входить до складу муніципального утворення Новомаликлинське сільське поселення.

## Історія
Від 2004 року входить до складу муніципального утворення Новомаликлинське сільське поселення.

## Населення
| 2010 |
| ---- |
| 61   |